# Reinhold Geijer (1917–2009)
Ej att förväxla med auktoriserade revisorn E. G. Reinhold Geijer, född 28 augusti 1917.
Erik Reinhold Axelsson Geijer, född 15 mars 1917 i Stockholm, död 2009, var en svensk officer och företagsledare.
Geijer tog studentexamen 1937. Han genomförde språkstudier vid Oxfords universitet 1938 och studerade vid Uppsala universitet 1938-1939. Under andra världskriget utbildade han sig till officer och blev fänrik vid I 1 1942, kapten 1953 och major i reserven 1956. Han tjänstgjorde som adjutant vid IV. milobefälstaben 1950-1954 och genomgick Intendenturförvaltningsskolan 1954-1955. Efter intendenturutbildningen bytte han till att arbeta inom hotellbranschen. Han deltog i att arrangera Ryttar-OS 1956, som hölls i Stockholm.
Har var VD för AB Storliens högfjällshotell från 1955 och för Fjällkedjans hotellaktiebolag 1961-1979. Han var därefter VD för Sällskapet 1980-1990.
Geijer rekryterades 1957 till Stay behind, en hemlig motståndsrörelse som organiserats i Sverige och flera Nato-länder för att verka i händelse av en sovjetisk ockupation. 1959 skickades han på utbildning i Storbritannien, på ett gods utanför Eaton. Geijer var regional ledare för Stay behind och under honom fanns åtta motståndsceller med sammanlagt 60–70 personer i Jämtland, Härjedalen, Västerbotten och Västernorrland. Han är den ende av de verksamma inom organisationen som i efterhand har framträtt öppet, vilket han gjorde 1998.
Reinhold Geijer var son till major Axel Geijer och Maria, född Melin. Han gifte sig 1947 med Agneta von Stedingk (1922-1991), dotter till översten friherre Gösta von Stedingk av adelsätten von Stedingk.